# Parroquia El Porvenir
El Porvenir del Carmen, es una parroquia rural de Ecuador, en el cantón Palanda, provincia de Zamora Chinchipe. 
Se encuentra al margen del río San Luis, afluente del río Numbala; en la ruta hacia la Ciudad Perdida del Alto Nangaritza y las minas de San Luis. Se caracteriza por ser un centro de explotación maderera y aurífera; y de alto valor antropológico, arqueológico y biológico. 
Recientemente se abrió una vía desde el barrio Tápala que atraviesa el río Numbala. 
En los alrededores de la parroquia se practica una intensa agricultura de subsistencia, donde se produce por la posición subtropical del área café, banano, yuca, papa china y diferentes especies de caricáceas nativas.
En sus dehesas y guayabales se encuentra especies de orquídea únicas de la región. 

## Principales atracciones turísticas
Cresta del Gallo. Se encuentran en la ruta hacia el barrio San Gabriel. Son formaciones rocosas de diversa morfología donde se encuentran cavernas con restos óseos posiblemente de los antiguos Bracamoros. 
Jardín del Inca. Se encuentra a una hora del barrio San Ignacio de Loyola y es un montículo de origen posiblemente prehispánico, ornamentado con orquídeas. En el lugar se encuentran caminos del Inca que se pierden en el espesor de la selva y se cree que conectan con el Alto Nangaritza.  
Cascada de San Luis. Es una cascada de gran belleza natural formada por las cristalinas aguas del río San Luis, que nace del Parque nacional Podocarpus; tras un salto de 20m, cae formando estelas de fantasía que alimenta una laguna de 15 m de diámetro. 
Se encuentra aproximadamente a 3 km, del río Numbala, en el sendero alternativo hacia la ciudad perdida del Alto Nangaritza. En la margen izquierda del río, en la parte alta de la cascada, existe una caverna natural en la que se han encontrado esqueletos de los antiguos indígenas y herramientas que hacen presumir que en este lugar se realizó explotación minera. Las personas que conocen indican que en ella pueden caber holgadamente más de cien cabezas de ganado. 
Minas de San Luis. Es una zona muy fría de gran biodiversidad, que se encuentra en los inicios de la Cordillera de Tunantza, dentro del área del Parque nacional Podocarpus. Ha sido un sitio de disputa entre organizaciones medioambientales y cooperativas de explotación aurífera. 
- Datos: Q6063390